# Nathaniel Baxter junior
Nathaniel Baxter Jr. (* 1844; † 29. September 1913) war ein US-amerikanischer Politiker. Zwischen 1911 und 1913 war er als Präsident des Staatssenats faktisch Vizegouverneur des Bundesstaates Tennessee, auch wenn dieses Amt formell erst 1951 eingeführt wurde.

## Werdegang
Nathaniel Baxter besuchte eine Privatschule nahe Nashville. Im Herbst 1861 trat er trotz seiner Jugend in das Heer der Konföderation ein, in dem er während des Bürgerkrieges diente. Er wurde zweimal verwundet und geriet zwischenzeitlich in Gefangenschaft. Nach einem anschließenden Jurastudium und seiner 1867 erfolgten Zulassung als Rechtsanwalt arbeitete er einige Jahre in diesem Beruf. Dann war er sechs Jahre lang bei der Verwaltung am Chancery Court in Nashville angestellt. Anschließend stieg er in das Bankgewerbe ein, in dem er es bis zum Präsidenten der First National Bank of Nashville brachte. Baxter wurde überdies im Eisenbahngeschäft tätig und war 14 Jahre lang bis 1902 Präsident der Tennessee Coal, Iron & Railway Company. Politisch war er Mitglied der Demokratischen Partei.
Seit 1911 saß Baxter im Senat von Tennessee, dessen Präsident er wurde. Im Jahr 1912 wurde er für zwei weitere Jahre in dieser Funktion bestätigt. Dieses Amt bekleidete er dann bis zu seinem Tod am 29. September 1913. In dieser Eigenschaft war er Stellvertreter von Gouverneur Ben W. Hooper. Damit hatte er faktisch den Posten eines Vizegouverneurs inne. Nach seinem Tod wurde Newton H. White sein Nachfolger, der dieses Amt bereits zwischen 1901 und 1903 bekleidet hatte.